# Perilla

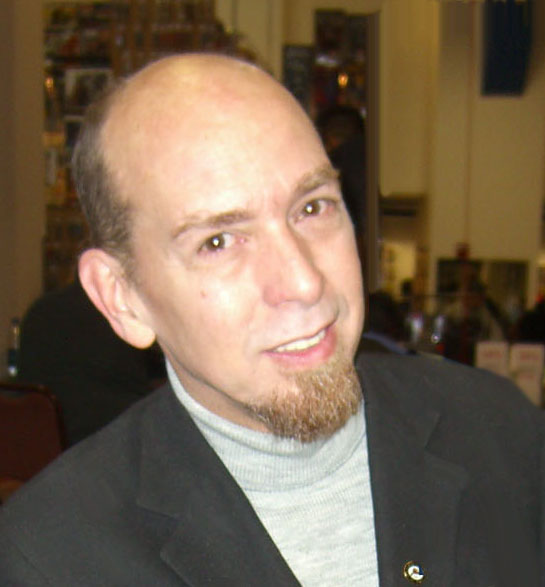
Hombre con perilla

La perilla, chiva, chivo o chivera es una forma de afeitado del vello facial de los hombres en que solo se deja crecer barba por debajo del labio inferior, en el mentón. Existen distintas formas, como la fina y la de bigote y perilla unidos alrededor de la boca, a veces conocida como «candado». La mosca consiste en tan solo un parche bajo el labio inferior.